# Argessis (strugure)
Argessis este un soi românesc de struguri negri obținut de către cercetătorii Camelia Popa și Margareta Bădițescu de la Institutul Național de Cercetare-Dezvoltare pentru Biotehnologii în Horticultură Ștefănești prin încrucișarea soiurilor Moldova și Augusta. Soiul a fost omologat în anul 2002 și brevetat cu patentul 00088/2006 la OSIM. Este un soi de masă care intră în categoria soiurilor cu rezistență biologică.

## Caracteristici morfologice
Frunza adultă este mare, de formă ușor cuneiformă, întreagă - trilobată, de culoare verde închis, ușor gofrat, iar pe partea inferioară este glabră. Sinusurile laterale superioare, dar și cele inferioare sunt unghiulare, iar sinusul pețiolar este deschis în formă de liră. Dinții sunt lungi, iar marginile sunt drepte. Strugurele este mare (450g), cilindro-conic, de compactitate medie. Bobul este mare, ovoid, epicarpul este gros, rezistent și uniform colorat în negru-albăstrui și acoperit cu un strat dens de pruină. Miezul este semicrocant, cu gust franc, dulce-acrișor, plăcut.

## Particularități agrobiologice
Soiul are vigoare mare de creștere, cu o fertilitate bună, formează 60% lăstari fertili. Prezintă rezistență bună la ger, secetă, iar în condiții de neaplicare a tratamentelor fitosanitare soiul Argessis prezintă toleranță și la bolile criptogamice. Se pretează foarte bine la forma de conducere semiînaltă și înaltă, pergole și bolți.

## Caracteristici tehnologice
Soiul își maturează strugurii la sfârșitul lunii august - începutul lunii septembrie (epoca a III-a de maturare), acumulează la maturitatea deplină circa 150-155 g/l zaharuri, însoțite de o aciditate totală de 3,5-3,7 g/l exprimată în H2SO4 , ducând astfel la un indice gluco-acidimetric de 44,28. Producția obținută este cuprinsă între 18-20 t/ha și este destinată pentru consum în stare proaspătă.